# Álex Forés
Álex Forés Mendoza (Real, Valencia, 12 de abril de 2001) es un futbolista español que juega en la posición de delantero en el Real Oviedo de la Primera División de España.

## Trayectoria
Natural de Real, Valencia, es un delantero formado en las categorías inferiores del Vall dels Alcalans y Colegio Salgui. En 2012, con apenas 11 años ingresa en la cantera del Levante UD, equipo en el que estaría durante cuatro temporadas. 
En verano de 2016, ingresa en "La Fábrica" del Real Madrid CF, donde jugaría durante dos temporadas (una en categoría cadete y otra en juvenil "C", donde firmó 11 goles en 30 encuentros disputados). 
En la temporada 2018-19, forma parte del equipo juvenil del CD Roda.
En la temporada 2019-20, jugaría en el juvenil "A" del Villarreal Club de Fútbol.
En la temporada 2020-21, forma parte de la plantilla del Villarreal CF "C" de la Tercera División de España y debutaría con el Villarreal CF "B" de la Segunda División B de España, con el que juega seis encuentros.
El 11 de junio de 2022, el Villarreal "B" lograría el ascenso a la Segunda División de España, tras vencer en la final de la eliminatoria por el ascenso al Club Gimnàstic de Tarragona por dos goles a cero en el Estadio de Balaídos. Durante la temporada 2021-22, participaría en 33 partidos de liga, en los que anota un total de seis goles.
El 16 de marzo de 2025 marcó su primer gol con el Levante UD, gol que le daría la victoria al equipo "granota".

## Clubes
| Club                   | País   | Año       |
| ---------------------- | ------ | --------- |
| Villarreal C. F. "C"   | España | 2020-2021 |
| Villarreal C. F. "B"   | España | 2021-     |
| Levante U. D. (cedido) | España | 2024-2025 |
| Real Oviedo (cedido)   | España | 2025-     |